# Серго-Поливановский сельсовет
Серго-Поливановский сельсовет — сельское поселение в Вадинском районе Пензенской области Российской Федерации.
Административный центр — село Серго-Поливаново.

## История
Статус и границы сельского поселения установлены Законом Пензенской области от 2 ноября 2004 года № 690-ЗПО «О границах муниципальных образований Пензенской области».

## Население
| 2002 | 2010 | 2012 | 2013 | 2014 | 2015 | 2016 |
| ---- | ---- | ---- | ---- | ---- | ---- | ---- |
| 698  | ↘521 | ↘492 | ↘466 | ↘439 | ↘420 | ↘400 |
| 2017 | 2018 | 2021 |      |      |      |      |
| ↘383 | ↘362 | ↗363 |      |      |      |      |

## Состав сельского поселения
| № | Населённый пункт | Тип населённого пункта       | Население |
| - | ---------------- | ---------------------------- | --------- |
| 1 | Луговое          | село                         | ↘89       |
| 2 | Свищево          | деревня                      | 33        |
| 3 | Серго-Поливаново | село, административный центр | ↘399      |

### Упразднённые населённые пункты
В декабре 2015 года посёлки Лесной и Новый Путь Серго-Поливановского сельсовета исключены из учётных данных административно-территориального устройства Пензенской области как населённые пункты фактически прекратившие своё существование, в которых отсутствуют официально зарегистрированные жители.